# قط الأنديز الجبلي
قط الأنديز الجبلي (الاسم العلمي: Leopardus jacobita) هو سنور يقطن في منطقة الأنديز الجبلية الممتدّة من جنوب البيرو وبوليفيا إلى شمال تشيلي وشمال غرب الأرجنتين. تقع موائله الطبيعية على ارتفاع 3000-4000 متر فوق النطاق الشجري، وتكون هذه الموائل صخرية غالباً مع وجود أعشاب وشجيرات صغيرة متناثرة، كما تتواجد في المراعي الجبلية العالية.